# Iglesia de Santa María (Breda)

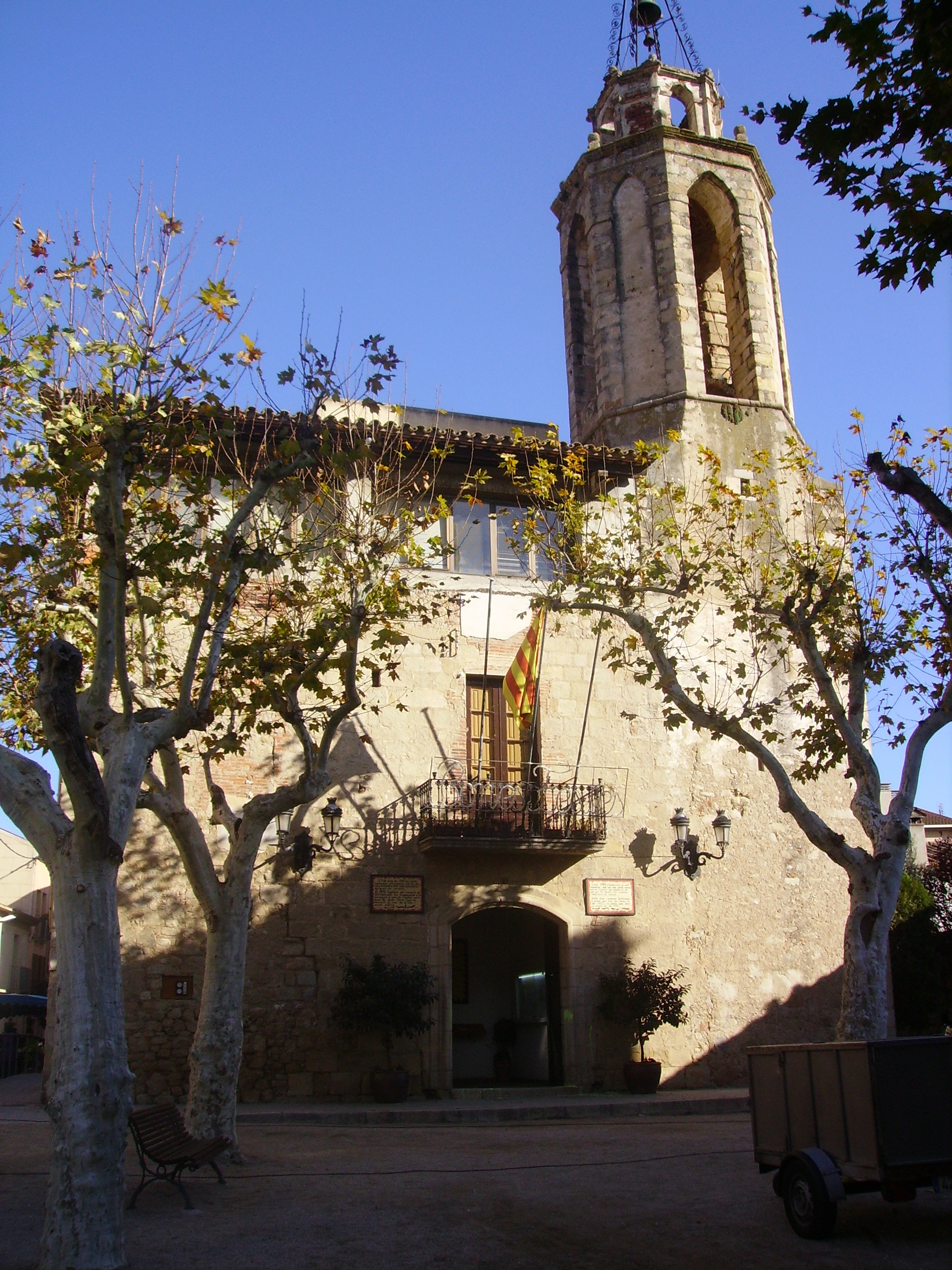
Santa María de Breda.

La iglesia de Santa María de Breda está situada en la comarca catalana de La Selva y adaptada actualmente como ayuntamiento y sala de exposiciones.
Nombrada por primera vez en el año 1038 en la fundación del monasterio de Sant Salvador de Breda, siendo la iglesia parroquial del núcleo de población hasta la desamortización del siglo XIX.
La iglesia original románica tenía una nave y un ábside semicircular, la nave con cubierta de bóveda apuntada y el ábside de cuarto de esfera. Se conservan vestigios de pinturas murales originales. En reformas posteriores se le añadieron dos capillas laterales que forman un transepto. 
Por el exterior el ábside está decorado con un friso de arcuaciones ciegas lombardas.
La iglesia está situada en el centro del pueblo. Fue reformada por última vez en el año 2012, porque la piedra estaba demasiada gastada y se debió reforzar.